# Checoslovaquia en los Juegos Paralímpicos de Albertville 1992
Checoslovaquia estuvo representada en los Juegos Paralímpicos de Albertville 1992 por un total de 16 deportistas, 13 hombres y tres mujeres.

## Medallistas
El equipo paralímpico checoslovaco obtuvo las siguientes medallas:
| Nombre           | Deporte        | Evento                            |
| ---------------- | -------------- | --------------------------------- |
| Oro              |                |                                   |
| —                |                |                                   |
| Plata            |                |                                   |
| Kateřina Teplá   | Esquí alpino   | Eslalon gigante B1-3 femenino     |
| Kateřina Teplá   | Esquí alpino   | Supergigante B1-3 femenino        |
| Marcela Mišúnová | Esquí alpino   | Supergigante LW5/7,6/8 femenino   |
| Pavla Valníčková | Esquí de fondo | 5 km distancia corta B1 femenino  |
| Bronce           |                |                                   |
| Marcela Mišúnová | Esquí alpino   | Eslalon LW5/7,6/8 femenino        |
| Pavla Valníčková | Esquí de fondo | 10 km distancia larga B1 femenino |